# Sobrevivint a Mart
Sobrevivint a Mart (títol original en anglès, Settlers) és una pel·lícula de thriller de ciència-ficció britànica del 2021 escrita i dirigida per Wyatt Rockefeller. S'ha doblat i subtitulat al català.
Es va estrenar al Festival de Cinema de Tribeca el 18 de juny de 2021. Es va estrenar el 23 de juliol de 2021 als Estats Units a càrrec d'IFC Midnight.